# Бибесхајм на Рајни
Бибесхајм ам Рајн (њем. Biebesheim am Rhein) општина је у њемачкој савезној држави Хесен. Једно је од 14 општинских средишта округа Грос-Герау. Према процјени из 2010. у општини је живјело 6.458 становника. Посједује регионалну шифру (AGS) 6433001.

## Географски и демографски подаци
Бибесхајм ам Рајн се налази у савезној држави Хесен у округу Грос-Герау. Општина се налази на надморској висини од 88 метара. Површина општине износи 18,7 km².

## Становништво
У самом мјесту је, према процјени из 2010. године, живјело 6.458 становника. Просјечна густина становништва износи 346 становника/km².

## Међународна сарадња
| Мјесто        | Држава    | Врста сарадње | Од    |
| ------------- | --------- | ------------- | ----- |
| Пало дел Коле | Италија   | партнерство   | 1986. |
|               | Француска | партнерство   | 1971. |
| Извор         |           |               |       |